# Eduard Rapp
Eduard Reingoldovitx Rapp (Эдуард Рейнгольдович Рапп) (Omsk, 7 de març de 1951) va ser un ciclista soviètic d'origen rus. Competí en el ciclisme en pista i s'especialitzà en el quilòmetre contrarellotge on va obtenir cinc medalles als Campionats del Món, dues d'elles d'or. Participà en dos Jocs Olímpics.

## Palmarès en pista
- 1971
  -  Campió del món en Quilòmetre
- 1972
  -  Campió de la Unió Soviètica en Quilòmetre
  -  Campió de la Unió Soviètica en Persecució per equips
- 1974
  -  Campió del món en Quilòmetre
  -  Campió de la Unió Soviètica en Quilòmetre
  -  Campió de la Unió Soviètica en Persecució per equips
- 1976
  -  Campió de la Unió Soviètica en Quilòmetre
- 1977
  -  Campió de la Unió Soviètica en Quilòmetre

## Palmarès en ruta
- 1976
  - Vencedor de 2 etapes a la Volta a Cuba
- 1977
  - Vencedor d'una etapa a la Volta a Cuba